# Mike Tyson en la cultura popular
Mike» Tyson es un exboxeador estadounidense. Ganó en dos ocasiones el título mundial de los pesos pesados en la década de los 80 y es el boxeador más joven de la historia en conseguir un título mundial de los pesos pesados cuando el 22 de noviembre de 1986 ganó el título del Consejo Mundial de Boxeo ante Trevor Berbick, con tan solo 20 años, 4 meses y 22 días.

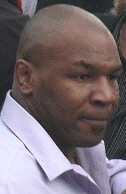
Tyson en el Festival Internacional de Cine de Cannes del año 2008.

## Documentales, películas y libros
- Fallen Champ: The Untold Story of Mike Tyson (documental de 1993)[1]
- Tyson (película de 1995)[2]
- Rocky VI (2006)
- El último gran combate: el extraordinario relato de dos hombres y como un combate cambió sus vidas para siempre (libro de 2007)
- Tyson (2008)[3]
- The Hangover (2009)
- The Hangover Part II (2011)
- Ip Man 3 (2015)
- Meet the Blacks (2016)
- Medellín (2023)

## Otras apariciones

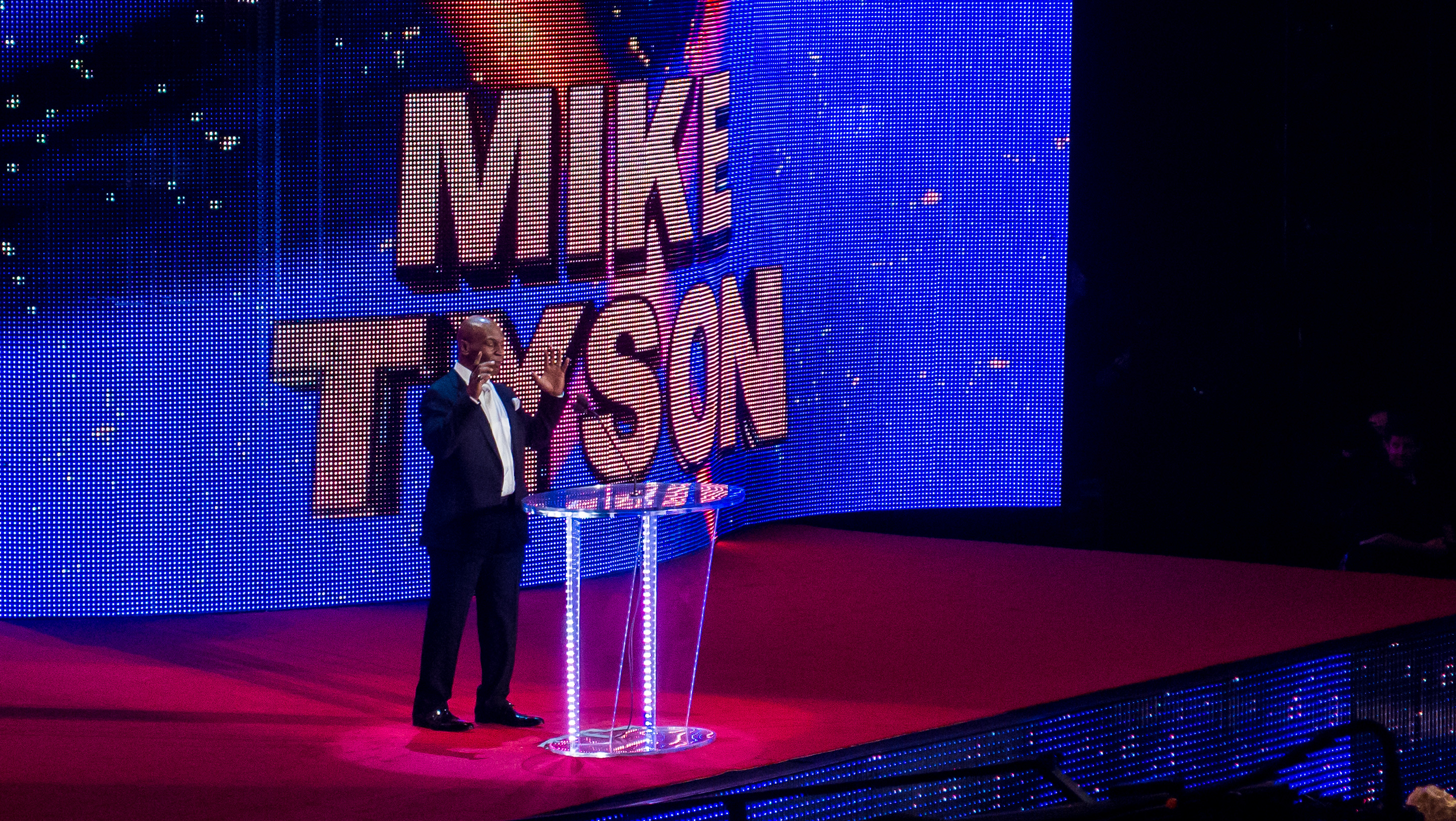
Tyson durante su inclusión en el salón de la fama de la WWE.

- En 1989, DJ Jazzy Jeff y Will Smith realizan para el disco And in This Corner... una canción llamada «I Think I Can Beat Mike Tyson» en la cual El príncipe de Bel Air (Will Smith) se adjudica el título de los pesos pesados. En el video musical de la canción aparece el propio Mike Tyson como él mismo.[4]
- Tyson hizo una pequeña aparición en la comedia de los años 80, Who's The Boss (Quien es el jefe) durante la escena en la que Tony Danza imita la voz de Tyson. Este toca el timbre de la casa como un vecino y pregunta que quien ha sido el que estaba riéndose de él.
- Tyson apareció en un anuncio comercial para camiones de Toyota en 1990, en Japón.[5]
- Aparece también en un video del cantante de rap Ice-T en 1991.[6] Tyson aparece en el comienzo del video hablando por un teléfono con miembros del equipo de Ice-T, alrededor de un coche.
- Tyson fue muy amigo del cantante de rap Tupac Shakur, y a menudo se declaró a favor de la lucha de Shakur con sus canciones. En 1996, después de ver el combate entre Tyson y Seldon al salir del lujoso hotel MGM de Las Vegas, Nevada, Shakur fue asesinado.[7]
- Mike Tyson fue árbitro para la World Wrestling Federation en el combate entre Shawn Michaels y Stone Cold Steve Austin el 29 de marzo de 1998, celebrado dentro del WrestleMania XIV. Muchas personas creen que la participación de Tyson fue uno de los motivos por los que la WWF comenzó a ganar a su rival, WCW, en la "Monday Night Wars" (Guerras en la noche del lunes).
- En 1999, realizó otra aparición en una película, Black and White del director James Toback. Con este mismo director volvió a aparecer en When Will I Be Loved, realizada en 2004.
- En 2001, apareció en el vídeo musical de Puff Daddy, «Bad boy for life».
- También hizo una aparición especial en la película Crocodile Dundee in Los Angeles, realizada en 2001, donde aparece jugando pacíficamente y meditando en un parque.
- Además estuvo en la película de Sylvester Stallone, Rocky Balboa, realizada en 2006 y en la que participa burlándose de Mason Dixon, el rival de Balboa.[8]
- El productor indio Firoz Nadiadwala creó un video promocional de su película Fool N Final, en la que aparece Tyson.[9][10]
- En 2007, apareció en los Premios ESPY con el cómico Jimmy Kimmel en la que aparecían en una escena duchándose.
- En 2010, apareció como anfitrión invitado de la WWE Raw, en la cual golpeo a Chris Jericho y discutió con Sheamus.
- En 2010, hizo un cameo para la serie de la productora HBO "Entourage" (En España retransmitida por Canal + y conocida como "El Séquito") en el episodio ochenta y seis de la serie.[11]
- En 2010, se estrenó en Animal Planet Cara a cara con Tyson, una serie sobre su amor por las palomas, y como las entrena para competir en carreras.
- En 2011 participó en Bailando por un sueño edición argentina, pero abandonó en la 3.ª ronda.[12]
- En 2012 apareció en el videojuego anual de la WWE: WWE'13.
- En 2013 apareció en el 16.º episodio de la octava temporada de How I Met Your Mother.[13]
- En 2013 apareció en la película Grudge Match, protagonizada por Sylvester Stallone y Robert De Niro; en las escenas entre los créditos, se encuentra en una sesión de negociación junto a Evander Holyfield.
- En 2013 apareció en el 13° episodio de la decimocuarta temporada de Law & Order: Special Victims Unit interpretando a Reggie Rhodes, un convicto víctima de abuso sexual, lo que resultó polémico por su condena por violación en 1992.[14][15]
- En 2015, la cantante estadounidense Madonna lanzó su decimotercero álbum de estudio llamado "Rebel Heart", en el cual Tyson hace una aparición en la canción "Iconic" en el primer verso: “I'm the best the world has ever seen. (I'm the best ever!) I'm somebody you'll never forget cause I work hard and sweat in my tears. (Can't be stopped!) I'm never falling again and if I did, I'd come back”.

## Parodias
- Mike Tyson es incluido en un cameo en la revista de historietas argentina Cazador, en su número 13 de diciembre de 1995. En dicha historia Tyson es asesinado en la cárcel por criminales mafiosos, por negarse a volver a boxear. Tras su muerte es llevado ante el Profesor Neurus (un personaje de Manuel García Ferré, utilizado en la publicación contraviniendo los derechos de autor), quien lo transforma en un cyborg controlado por control remoto. Al perder una apuesta Cazador es obligado por los mafiosos a pelear con Tyson, el cual es destruido luego de quedar sin energía. Dos años después, cuando Tyson mordió la oreja de Holyfield, se lo incluyó en un dibujo en la contratapa del número 34 junto al personaje principal y con la oreja de Holyfield en la boca, bajo el título de "Legión de Honor "Cazador"".
- En 1987, la compañía Nintendo lanza un videojuego llamado Mike Tyson's Punch-Out!!, para las todas las consolas Nintendo. En 1992, otra vez Nintendo saca a la venta un segundo juego llamado Mike Tyson's Intergalactic Power Punch que era una secuela del primer juego. Sin embargo por problemas con el caso de Desiree Washington el juego se tuvo que cambiar de nombre a "Power Punch II" y Tyson tuvo que ser sustituido en la portada por Mark Tyler.
- En la versión japonesa del juego de Capcom, Street Fighter II, el personaje Balrog es llamado Mike Bison, posiblemente con el nombre completo de "Michael Gerard Bison". Debido a precauciones legales de Capcom, el nombre fue modificado, el boxeador se llamó M. Bison en Japón y en el resto del mundo Balrog. El asesino español se llamó Balrog en Japón y Vega en el resto del mundo y el jefe de Shadowlaw fue Vega en Japón y M. Bison en el resto del mundo. En Street Fighter Alpha 3 uno de los gritos de victoria de Balrog es: "si vuelves a pelear así otra vez, tendré que morderte la oreja".
- En el videojuego Fallout 2, una serie de combates de boxeo concluyen con el jugador con el nombre de "Mike The Masticator", que si obtiene un golpe crítico contra el jugador, le arrancará una oreja, bajándole 1 punto de carisma.[16]
- En el videojuego Crash of the Titans la voz de Tiny Tiger es una parodia sobre Mike Tyson debido a su ceceo, aunque realmente se parece más a la voz de Drederick Tatum, que es una parodia de Tyson. La voz de otro protagonista del juego, Crunch, es una parodia de Mr. T.[17]
- En Scary Movie 4 durante una escena de flashback en la que aparece un combate de boxeo, Cindy (Anna Faris) tiene como oponente a una boxeadora que se parece a Tyson. Cuando termina la pelea, la rival comienza a comer la oreja a cada espectador. Faris negó que fuese una parodia sobre Tyson aunque en los comentarios del DVD, David Zucker, lo contradice declarando que verdaderamente era sobre Tyson.
- La pelea de Tyson ante McNeeley en 1995 sirvió como inspiración para la comedia The Great White Hype que muestra a Tyson interpretado por Damon Wayans y a Don King al que interpreta Samuel L. Jackson.[18]
- En algunos episodios de Los Simpson aparece un boxeador, Drederick Tatum que es idéntico a Tyson. Tatum aparece en dos episodios de la serie, "Homer vs. Lisa and the 8th Commandment" y "The Homer They Fall" y muestra a un boxeador con sus mismos antecedentes penales y ceceando la voz.
- En el programa XH Derbez, Eugenio Derbez hace varias parodias a los actos que provocaron que Mike Tyson fuera arrestado.[19]